# Porcupinychus kalahariensis
Porcupinychus kalahariensis är en spindeldjursart som beskrevs av Meyer 1987. Porcupinychus kalahariensis ingår i släktet Porcupinychus och familjen Tetranychidae. Inga underarter finns listade i Catalogue of Life.